# Klarnetnik krótkodzioby
Klarnetnik krótkodzioby (Myadestes myadestinus) – gatunek średniej wielkości ptaka z rodziny drozdowatych (Turdidae). Występował endemicznie na hawajskiej wyspie Kauaʻi. Ostatnie prawdopodobne stwierdzenie miało miejsce w 1989, późniejsze poszukiwania nie przyniosły rezultatów i gatunek został uznany za wymarły.

## Taksonomia
Po raz pierwszy gatunek opisał Leonhard Stejneger w 1887 na łamach „Proceedings of the United States National Museum”. Holotyp pochodził z kolekcji Valdemara Knudsena. Autor nadał nowemu gatunkowi nazwę Phæornis myadestina. Obecnie (2025) Międzynarodowy Komitet Ornitologiczny umieszcza klarnetnika krótkodziobego w rodzaju Myadestes. Uznaje go za gatunek monotypowy. Spreparowane okazy znajdują się w kolekcjach w Auckland, Cambridge (Anglia), Cambridge (Massachusetts), Dreźnie, Lejdzie, Los Angeles, Nowym Jorku, Paryżu, Filadelfii, Seattle, Tring i Waszyngtonie. Stejneger wspomniał, że lokalne nazwy klarnetnika krótkodziobego to Ou lub Uapauau; Scott B. Wilson skorygował jego błąd, bowiem żadna z tych nazw nie była według jego wiedzy stosowana przez rdzennych mieszkańców; klarnetniki te nazywano Kāmaʻo.

## Morfologia

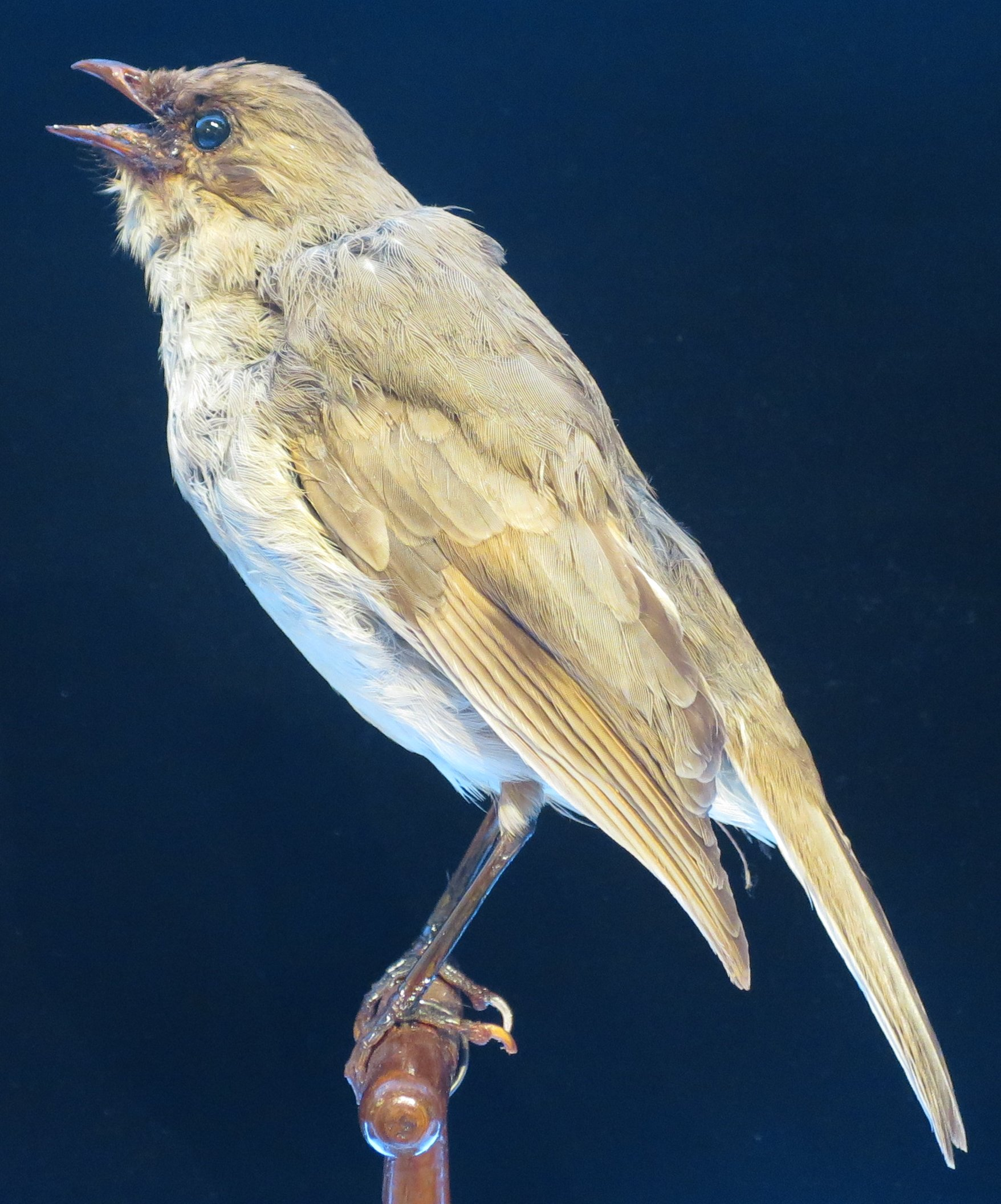
Okaz z Bishop Museum, Honolulu

Długość ciała wynosiła około 20 cm. Średnie wymiary według Stejnegera: długość skrzydła 103 mm, długość ogona 82 mm, długość górnej krawędzi dzioba 14 mm, długość podcięcia żuchwy 6,5 mm, długość skoku 32 mm, długość środkowego palca wraz z pazurem 24 mm. Wierzch ciała czerwonobrązowy, spód jasnoszary. Na piersi i bokach ciała można dostrzec ciemniejsze wzorki. Tęczówka czarnobrązowa, dziób czarny, nogi brązowe. Osobniki młodociane miały czekoladowobrązowy wierzch ciała pokryty płowymi plamami, na spodzie ciała występował ciemnobrązowy łuskowaty wzór.

## Zasięg, ekologia
Klarnetnik krótkodzioby był endemitem Kauaʻi. Pierwotnie drozdy te zamieszkiwały lasy całej wyspy, od poziomu morza po góry, od lat 20. XX wieku występowały już jedynie w gęstych górskich lasach. Preferowały lasy złożone z Metrosideros polymorpha i Cheirodendron z gęstym podszytem z epifitów i paproci. Często przesiadywały bez ruchu na niskich gałęziach, zwracając na siebie uwagę śpiewem i trzepotaniem skrzydłami. Pieśń klarnetników krótkodziobych była złożona, składała się z fletowych dźwięków, płynnych treli, bzyczących dźwięków i bulgoczących gwizdów. Żywiły się owocami, szczególnie Freycinetia arborea, oraz owadami.

## Status
IUCN uznaje klarnetnika krótkodziobego za gatunek wymarły (EX, Extinct). Pod koniec XIX wieku klarnetniki krótkodziobe zamieszkiwały lasy na całej wyspie, były nawet liczniejsze od mniejszych klarnetników wąsatych (M. palmeri). Do początków XX wieku ich liczebność drastycznie spadła, w 1928 występowały już jedynie w górskich lasach powyżej 1100 m n.p.m., w Alakaʻi Wilderness Preserve. W latach 1968–1973 populację szacowano na 340 osobników. W 1981 liczebność spadła do około 20 osobników. Ostatnia prawdopodobna obserwacja miała miejsce w 1989. Mimo intensywnych poszukiwań, szczególnie w latach 1995 i 1997, nie zaobserwowano już klarnetników krótkodziobych. Najprawdopodobniej głównymi przyczynami ich wymarcia były choroby roznoszone przez wprowadzone na wyspę komary oraz wycinka i degradacja lasów.